# Hypsugo imbricatus
Hypsugo imbricatus é uma espécie de morcego da família Vespertilionidae. Pode ser encontrada na Indonésia e Malásia (Sarawak).